# Syn Królowej Śniegu
Pour plus de détails, voir Fiche technique et Distribution.
Syn Królowej Śniegu est un film polonais réalisé par Robert Wichrowski, sorti en 2017.
Le film a été présenté en avant-première le 5 août 2017 dans le cadre du 17e festival international du film Nouveaux Horizons à Wrocław, en Pologne,. Cinq mois plus tard, le 19 janvier 2018, le film est sorti au cinéma en Pologne.
Le film a été tourné à Varsovie, Poznań, Szamotuły et Gałów,.
Il est inspiré de la mort de Michałek, un garçon de 4 ans, noyé dans la Vistule le 19 janvier 2001.

## Synopsis
Anna élève seule son fils Marcin, âgé de sept ans. Pour gagner de l'argent afin de subvenir à ses besoins et à ceux de son fils, la femme cumule deux emplois et néglige son enfant. Assoiffé d'amour, le garçon trouve un ami en la personne d'un écrivain à la retraite, Kazimierz grâce auquel il s'évade de la sombre réalité pour se plonger dans le monde féerique des contes de Hans Christian Andersen. Un jour, Anna rencontre le charmant Kamil et retrouve l'espoir du bonheur.

## Fiche technique
- Titre : Syn Królowej Śniegu
- Réalisation : Robert Wichrowski
- Scénario : Robert Wichrowski et Paweł Sala
- Directeur de la photographie : Mirosław Brożek
- Production : Ursa Major
- Musique : Piotr Mikołajczak
- Pays d'origine :  Pologne
- Format : Couleurs
- Genre : Drame
- Durée : 85 minutes
- Dates de sortie : 
  -  Monde : 5 août 2017
  -  Pologne : 19 janvier 1973

## Distribution
- Michalina Olszańska : Anna
- Franciszek Pieczka : Kazimierz
- Anna Seniuk : Zofia
- Rafał Fudalej : Kamil
- Maciej Bożek : Marcin
- Ewa Szykulska : Maria
- Robert Czebotar : phiotographe